# 米林翠雀花
米林翠雀花（学名：Delphinium sherriffii）为毛茛科翠雀属的植物，是中国的特有植物。分布于中国大陆的西藏等地，生长于海拔3,000米至3,500米的地区，多生于山地沟边和林下，目前尚未由人工引种栽培。